# زمین‌لرزه ۱۹۶۹ اندونزی
زمین‌لرزه اندونزی  در تاریخ ۲۳ فوریه ۱۹۶۹ میلادی، برابر با ‎۴ اسفند ۱۳۴۷، ساعت ۰:۳۷:۰۴ به زمان یوتی‌سی در اندونزی رخ داد. ژرفای این زلزله ۶۱٫۵ کیلومتر بود. بزرگی آن ۵٫۹ در مقیاس mb اعلام شده‌است. زمین‌لرزه به وقت محلی در روز یکشنبه، ساعت ۸ روی داده و منطقه زمانی آن یوتی‌سی +۸ بوده‌است .
سازمان زمین‌شناسی آمریکا نیز جای این زمین‌لرزه را در مختصات ۳°۰۶′جنوبی ۱۱۸°۵۴′شرقی / ۳٫۱°جنوبی ۱۱۸٫۹°شرقی و بزرگی آنرا برابر با ۶٫۹ در مقیاس ریشتر اعلام کرده‌است. ژرفای گزارش شده از سوی این سازمان ۱۳ کیلومتر می‌باشد.
سونامی نیز در این زلزله گزارش شده‌است.